# Штреллер, Марко
Ма́рко Штре́ллер (нем. Marco Streller; род. 18 июня 1981[…], Базель) — швейцарский футболист, нападающий. Выступал за сборную Швейцарии. Спортивный директор клуба «Базель».

## Карьера

### В клубах
Начинал выступать на профессиональном уровне в «Базеле», за который дебютировал в сезоне 2000/01, проведя один матч в чемпионате. Следующий сезон провёл в «Конкордии» — фарм-клубе «Базеля». Сезон 2002/03 Марко вновь начал в составе «красно-синих», но, проведя до зимнего перерыва лишь 3 матча, в январе был отдан в аренду «Туну», в составе которого забил 8 мячей в 16 играх чемпионата. В новом, победном для себя чемпионате Марко уже стал одним из основных игроков «Базеля», забив в 16 играх 13 раз до того, как по ходу сезона он перешёл в «Штутгарт».
В первых трёх сезонах он забил за новый клуб всего 4 мяча, после чего был отдан в аренду «Кёльну» во второй половине сезона 2005/06, за который отличился трижды. Вернувшись в «Штутгарт», помог ему одержать победу в чемпионате 2006/07 и дойти до финала Кубка.
Тем не менее, следующий сезон Штреллер начал вновь в «Базеле», куда он ушёл в июне 2007 года по обоюдному согласию сторон. Клуб сразу же оформил «золотой дубль», а Марко с 12 голами стал лучшим бомбардиром клуба в чемпионате и забил гол в финале Кубка.

### В сборных
Начал выступления за сборную Швейцарии в 2003 году. За две недели до Евро 2004 сломал большую и малую берцовые кости, столкнувшись с Марко Цвиссигом на тренировке национальной команды, из-за чего пропустил турнир.
16 ноября 2005 года в ответном, стамбульском стыковом матче с Турцией за право на участие в чемпионате мира 2006 года сфолил на Серхате Акине, в результате чего турки забили с пенальти. Однако затем он реабилитировался, забив решающий гол.
В финальном турнире провёл три игры и не забил ни одного мяча, в том числе пробил во вратаря Шовковского свой послематчевый пенальти в проигранной 1/8 финала с Украиной.
30 мая 2008 года во время контрольного матча со сборной Лихтенштейна в Санкт-Галлене перед Евро 2008 Штреллера освистали болельщики, припоминая ему незабитый пенальти в матче с Украиной, после чего он заявил, что завершит выступления в сборной после домашнего чемпионата Европы. Но вскоре, после разговора с новым главным тренером сборной немцем Оттмаром Хитцфельдом он передумал уходить из международного футбола.
В 2010 году Штреллер попал в список игроков, которые должны были отправиться на чемпионат мира, однако он пропустил турнир из-за травмы бедра, полученной за неделю до начала соревнования.
В апреле 2011 года Штреллер вместе с Александром Фраем объявили о завершении международной карьеры, причиной вновь послужили недовольные свистящие болельщики.

## Достижения

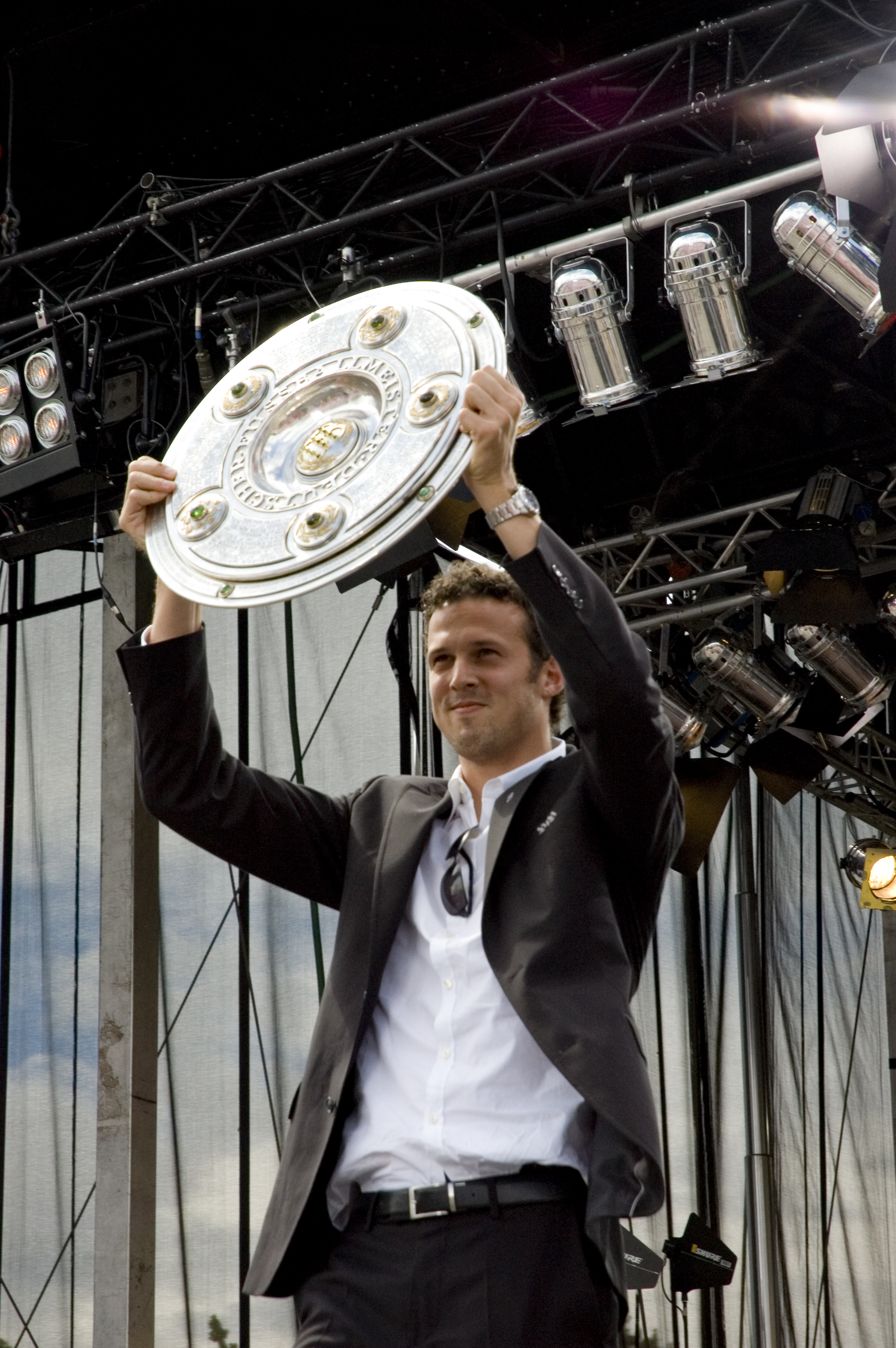
Штреллер с кубком чемпиона Германии (2007)

### Командные
Швейцария
- Участник чемпионата мира: 2006
- Участник чемпионата Европы: 2008

«Базель»
- Чемпион Швейцарии (8): 2003/04, 2007/08, 2009/10, 2010/11, 2011/12, 2012/13, 2013/14, 2014/15
- Бронзовый призёр чемпионата Швейцарии: 2008/09
- Обладатель Кубка Швейцарии (3): 2007/08, 2009/10, 2011/12
- Финалист Кубка Швейцарии (2): 2013/14, 2014/15

«Штутгарт»
- Чемпион Германии: 2006/07
- Финалист Кубка Германии: 2006/07